# 中国泛海控股集团
中国泛海控股集团 (英語：China Oceanwide Holdings Group Co., Ltd.)简称为中国泛海，是一家中国综合企业公司。

## 历史
1985年由卢志强创立于北京，1994年投资创建渤海大学，1996年成立中国民生银行，2002年投资武汉王家墩机场，民生证券和海通证券。
旗下有关联公司泛海控股，民生控股，中泛控股，中国通海金融。
2023年9月25日，百慕大法院宣布中国泛海控股破产，該公司将启动清算程序。